# Бабрунгское староство
Бабрунгское староство (лит. Babrungo seniūnija) — одно из 11 староств Плунгеского района, Тельшяйского уезда Литвы. Административный центр — деревня Бабрунгас.

## География
Расположено на западе Литвы, в центральной части Плунгеского района, на Жемайтской водораздельной гряде Жемайтской возвышенности.
Граничит с Шатейкяйским, Наусодским и Плунгеским городским староствами на западе, Сталгенайским — на юго-западе и юге, Жлибинайским — на юго-востоке, Паукштакяйским — на востоке и северо-востоке, и Плателяйским — на севере.

## Население
Бабрунгское староство включает в себя 20 деревень: Бабрунгас, Бабрунгенай, Береняй, Глауджяй, Григайчяй, Дидвичяй, Ерубайчяй, Жвирблайчяй, Йовайшишке, Йоденай, Каспаришке, Лиеплаукале, Пакеряй, Пауошняй, Пучкоряй, Руолайчяй, Сурбляй, Труйкяй, Ужлиекнис, Ужупяй.